# Emanuel Proweller
Emanuel Proweller (1918-1981) est un peintre français d'origine polonaise. Il est l'un des précurseurs de la figuration narrative qui privilégie très tôt une manière de peindre en aplat.

## Biographie

### En Pologne
Emanuel Proweller naît en 1918 à Lemberg, situé alors en Autriche-Hongrie, au royaume de Galicie et de Lodomérie. Il obtient un diplôme d'architecture.
En Pologne, il expose avec d'autres peintres et prend également part à des salons. Sa fille unique naît à Varsovie en août 1946, elle deviendra auteure de romans et d'ouvrages jeunesse sous le nom d'Élisabeth Brami,.

### En France
En 1948, âgé de 30 ans, Emanuel Proweller vient s'installer avec sa femme et sa fille à Paris, ville qui est selon lui la « capitale de la peinture ». Considéré comme un précurseur de la nouvelle figuration, il se pose comme à contre-courant des tendances artistiques de son époque.
Le poète Jacques Donguy voit en lui un grand peintre. Sa peinture se caractérise par une abstraction géométrique, la figuration et la plénitude. Certains lui ont également reproché que sa figuration n'était pas suffisamment figurative. On dit aussi de lui qu'il s'inspira de Duchamp. Il peint à l'huile puis utilise le vinyle pour ses dernières œuvres. 
Dans ses œuvres, un chien peut être représenté en bleu, des femmes en jaune, orange et mauve. Sa créativité s'exprime aussi dans ses couleurs. À partir de 1953, il introduit dans ses œuvres des figures humaines, comme s'il s'agissait d'une forme géométrique. Ses œuvres se caractérisent également par une épure intemporelle.
En 1959, Emanuel Proweller s'installe à Créteil. À partir de 1965, il vit tantôt en Ardèche, tantôt à Créteil.

## Expositions de son vivant
- À paris : en 1949, il expose à la Galerie Denise René à Paris, connue pour être spécialisée dans l'abstraction géométrique, puis chez Colette Allendy dès 1951 jusqu'en 1958. En 1959, il expose à la Galerie Jean Giraudoux.
- À New York, en 1963 à la Greer Gallery.
- À Paris, en 1964 à la Galerie Florence Houston-Brown puis à la Galerie Martin Malburet en 1968-1969.
- À Villeneuve-les-Avignons en 1969 : "La Magnaneraie".
- Une rétrospective de ses œuvres est exposée en 1970 à la Maison des arts de Sochaux.
- À Colombes en 1972 à la Maison de la culture et des jeunes.
- À Paris en 1973 à la Galerie La Roue, puis à la Mairie de Noisy le Sec. De 1978 à 1980, c'est la Galerie Krief Raymond qui l'expose.
- À Agen, en 1979, "Art Prospect", "Du signe à la figure".
- À Bayonne en 1979, au musée Bonnat.
- À Agen en 1981 à la Galerie Montesquieu.
- Au Théâtre de Privas en 1981 : il s'agit d'une rétrospective.

Il a également pris part à des expositions collectives, notamment à celle qui s'est tenue en 1971 et 1972 au ministère français des Affaires culturelles, avec 25 ans de peinture française.

## Expositions posthumes
- Exposition à Bagneux de février à avril 2007[5].
- À la Villa Tamaris centre d'art à la Seyne-sur-Mer, rétrospective "Courbe de vie" de mai 2007 à juin 2008[6].
- À Paris en 2008, à la Galerie du Centre.
- Aux Sables d'Olonne, au Musée de l'Abbaye Sainte-Croix, exposition programmée du 1er décembre 2012 au 10 mars 2013[7].

Ses œuvres sont également exposées dans des expositions à thème, comme "La Figuration narrative" en 1989, qui s'est tenue à l'Assemblée Nationale ou à Agen, "L'Amour de l'Art" au Musée des Beaux Arts de juin à octobre 2007.

## Quelques-unes de ses œuvres
- Gilbert récolte les châtaignes, 1969.
- L'Angelus[9], en 1972.
- Jeune fille au miroir, 1972.
- Châtaignier en fleurs, 1972.
- Avant l'orage.
- Souvenir de l'occupant, tableau réalisé sur commande.
- La rencontre, en 1976
- Lever du jour, en 1977.
- Bucolique, en 1977[10].
- Courbes de vie